# Al-Achraf Sayf ad-Dîn Inal al-Ala'i
Pour les articles homonymes, voir Sayf ad-Dîn.
Al-Achraf Sayf ad-Dîn Inal al-Ala’i ou Inal (1380-1461) est un sultan mamelouk burjite qui règne en Égypte de 1453 à 1461.

## Biographie
Le sultan Az-Zâhir Sayf ad-Dîn Jaqmaq est mort à quatre-vingt ans en 1453. Son fils `Uthman ne conserve son trône qu'un seul mois. Il est évincé à cause de son inconduite qui heurte les émirs. Le déjà vieil émir Inal, il a alors soixante-treize ans, est désigné comme nouveau sultan sous le nom d’Al-Achraf Sayf ad-Dîn.
Inal est un ancien Mamelouk de Barquq. Son éducation a été sommaire car il est illettré. Cela ne l’empêche pas de gravir tous les échelons de la hiérarchie militaire. Inal est aussi le cas unique d’un sultan qui n’a eu qu’une seule épouse. Son règne est marqué par la prise de Constantinople par le sultan ottoman Mehmet II le 29 mai 1453 qui consacre la suprématie des Ottomans. Le jeune sultan ottoman avait déjà pris le contrôle de toute l’Anatolie et annexé tous les beylicats dont le plus puissant d’entre eux celui des Karamanides qui était longtemps resté vassal des Mamelouks. Bien qu’elle inquiète le sultan mamelouk, la victoire de Mehmet II est fêtée au Caire comme si c’était une victoire des Mamelouks. Inal se contente d’envoyer une ambassade chargée de féliciter Mehmet II.
En 1455, au cours d’une rébellion, des troupes se livrent à des pillages de boutiques et des incendies de maisons dans la ville du Caire.
Inal envoie plusieurs expéditions en Anatolie s’opposer entre autres, à l’expansionnisme des Karamanides en Cilicie. L’armée mamelouke prend Laranda (Karaman). Les mamelouks soulagent Malatya, dépendance des Dulkadirides leurs vassaux, du siège que lui font les Turkmènes Moutons blancs d’Uzun Hasan. Inal veut intervenir dans la succession du roi de Chypre Jean II. Il prend le parti de Jacques II contre la reine Charlotte. Une flotte est envoyée d’Égypte pour soutenir Jacques II, l’armée mamelouke est vaincue par celle de la reine Charlotte et rentre déconfite au Caire. Malgré cela, la reine est  renversée en 1460, mais ne renonce pas au trône et reste prétendante jusqu'à sa mort, en 1487.
En 1460, l’Égypte est de nouveau frappée par une épidémie de peste.
Inal décède en 1460, son fils Ahmad qu'il a désigné comme successeur, prend le trône.